# アンハルト＝デッサウ

アンハルト＝デッサウ侯領
Fürstentum (Herzogtum) Anhalt-Dessau (ドイツ語)

アンハルト＝デッサウ（緑色）

ハインリヒ1世の息子らの間で分割された後のアンハルト（1259年）

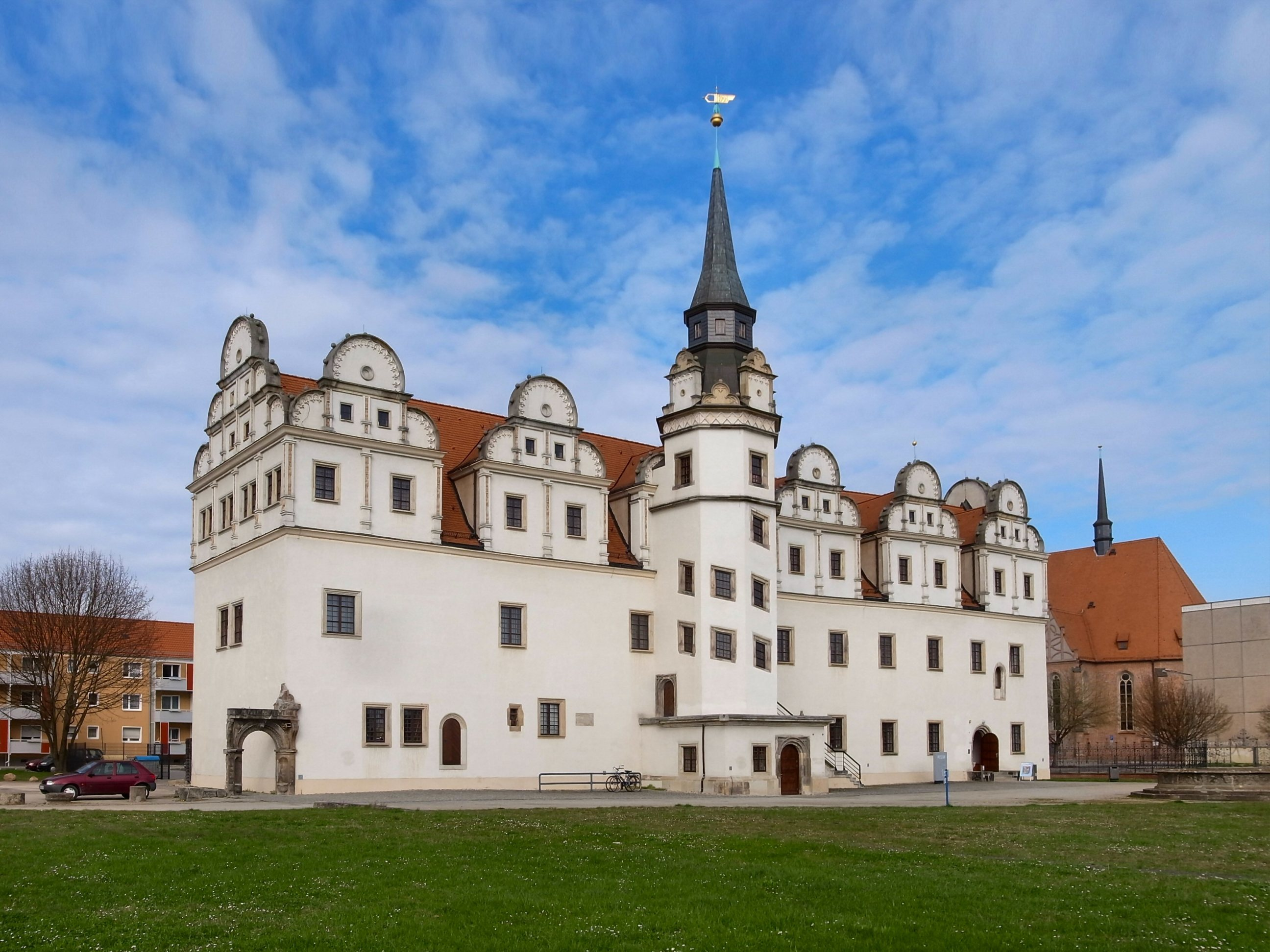
デッサウ城の西翼「Johannbau」

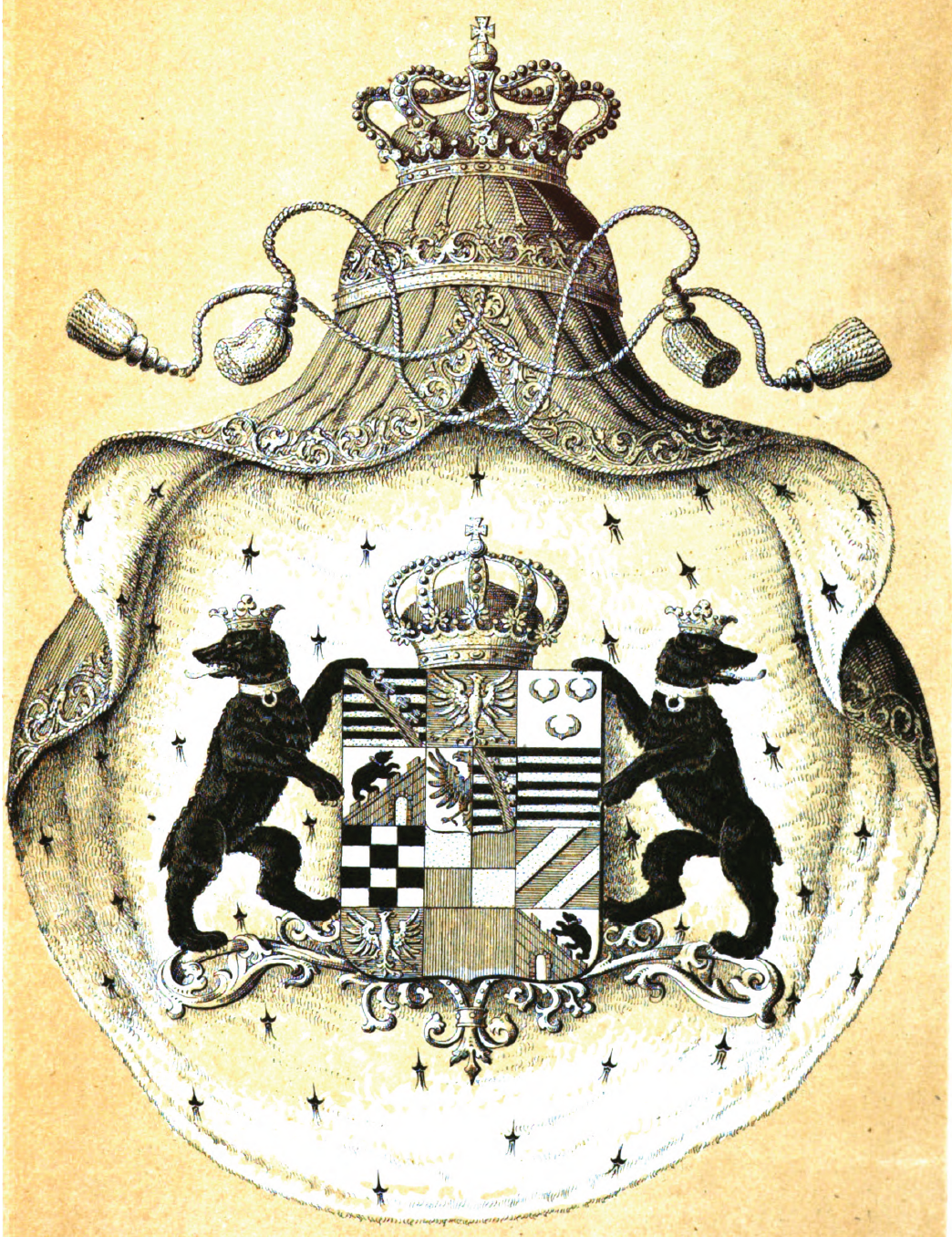
アンハルト＝デッサウ＝ケーテンの紋章（『Siebmachers Wappenbuch』より）

アンハルト＝デッサウ（Anhalt-Dessau）は、神聖ローマ帝国の侯領の一つであり、後にドイツ連邦の公国の一つとなった。アスカン家が統治し、アンハルト＝ツェルプスト侯領から分割され1396年に成立し、最終的に1863年にアンハルト公国に合併された。首都は現在のザクセン＝アンハルト州のデッサウであった。

## 歴史
アンハルト侯領は、ザクセン公ベルンハルト3世の息子ハインリヒ1世のもと、1212年に成立した。ハルツゲローデ近郊のアスカン家の祖先の本拠地であるアンハルト城にちなんで名づけられたこの侯領は、何世紀にもわたる存続の中で何度も分割を経験した。
アンハルト領は、1252年にハインリヒ1世の息子たちの間でアンハルト＝アッシャースレーベン、アンハルト＝ベルンブルク、アンハルト＝ツェルプストの3つの侯領に分割された。分割の過程で、ハインリヒ1世の末息子ジークフリート1世は、ケーテン、デッサウ、ツェルプスト周辺の領地を手に入れた。ハインリヒ1世の息子アルブレヒト1世は、1295年にケーテン城に居を構えた。1396年、アンハルト＝ツェルプスト侯ジャン2世の息子らは再び遺領を分割した。兄ジークムント1世はアンハルト＝デッサウ侯となりデッサウに居を構え、弟のアルブレヒト4世は引き続きアンハルト＝ケーテン侯として統治した。
1474年にジークムント1世の息子アンハルト＝デッサウ侯ゲオルク1世が亡くなると、侯領は再びアンハルト＝デッサウとアンハルト＝ケーテンとに分割された。アンハルト＝デッサウは1544年に2度目に分割され、アンハルト＝ツェルプスト侯領とアンハルト＝ブレッツカウ侯領が成立した。1561年から1603年まで、アンハルト＝デッサウはアンハルト＝ツェルプスト侯の統治下にあり、1603年にアンハルト＝デッサウが再興され、1807年に公領に格上げされた。
アンハルト＝ケーテンは1847年11月23日のアンハルト＝ケーテン公ハインリヒの死により消滅し、その領土は1853年5月22日の特許状によりアンハルト＝デッサウに統合された。1863年8月19日に最後のアンハルト＝ベルンブルク公アレクサンダー・カールが死去すると、アンハルト全土はアンハルト＝デッサウ公の統治下となり、アンハルト公国が成立した。

## 歴代領主

### 侯爵（Fürst, 1396年 - 1561年）
- ジークムント1世（1396年 - 1405年）
- ゲオルク1世（1405年 - 1474年）
  - ヴァルデマール4世（1405年 - 1417年） - 共同摂政
  - ジークムント2世（1405年 - 1452年） - 共同摂政
  - アルブレヒト5世（1405年 - 1469年） - 共同摂政
- エルンスト1世（1474年 - 1516年）
  - ゲオルク2世（1474年 - 1509年） - 共同摂政
  - ジークムント3世（1474年 - 1487年） - 共同摂政
  - ルドルフ4世（1474年 - 1510年） - 共同摂政
- ヨアヒム1世（1516年 - 1561年）
  - ヨハン5世（1516年 - 1544年） - 共同摂政
  - ゲオルク3世（1516年 - 1544年） - 共同摂政

1561年にアンハルト＝ツェルプストに併合

### 侯爵（Fürst, 1603年 - 1807年）
- ヨハン・ゲオルク1世（1603年 - 1618年）
- ヨハン・カジミール（1618年 - 1660年）
- ヨハン・ゲオルク2世（1660年 - 1693年）
- レオポルト1世（1693年 - 1747年）
  - ヘンリエッテ・カタリーナ・ファン・ナッサウ - 摂政（1693年 - 1697年）
- レオポルト2世（1747年 - 1751年）
- レオポルト3世（1751年 - 1807年）
  - ディートリヒ - 摂政（1751年 - 1758年）

1807年に公領に昇格

### 公爵（1807年 - 1863年）
- レオポルト3世（1807年 - 1817年）
- レオポルト4世（1817年 - 1863年）

1863年にアンハルト公国が成立